# 56 Nights
Albums de Future
Beast Mode
(2015) DS2
(2015)
Singles
1. Trap Niggas
Sortie : 27 avril 2015
2. 56 Nights
Sortie : 18 mai 2015
3. No Compadre
Sortie : 1er juin 2015
4. Never Gon Lose
Sortie : 15 juin 2015

56 Nights est la onzième mixtape du rappeur américain Future. Elle est sortie le 21 mars 2015. La mixtape est entièrement produite par des membres de 808 Mafia, particulièrement Southside.

## Historique
En 2014, DJ Esco a été en prison pendant 56 jours pour possession de 15 grammes de Cannabis à Dubai où il y a été pour avec Future pour un concert lors du Grand Prix d'Abu Dhabi 2014. 56 Nights fait référence aux 56 jours passés en prison de DJ Esco.

## Liste des titres
| 1.    | Free At Last             | Southside     | 1:21 |
| 2.    | Never Gon' Lose          | Southside, DY | 3:07 |
| 3.    | Purple Coming In         | Southside     | 4:23 |
| 4.    | Diamonds from Africa     | Southside     | 2:46 |
| 5.    | Now                      | Southside     | 2:42 |
| 6.    | No Compadre              | Southside     | 3:33 |
| 7.    | March Madness            | Tarentino     | 4:42 |
| 8.    | Trap Niggas              | Southside     | 2:55 |
| 9.    | Da Fam on da Gram (skit) | Southside     | 1:22 |
| 10.   | 56 Nights                | Southside     | 3:55 |
| 28:46 |                          |               |      |

| version iTunes | version iTunes     | version iTunes | version iTunes | version iTunes | version iTunes | version iTunes | version iTunes | version iTunes | version iTunes |
| No             | Titre              | Durée          |                |                |                |                |                |                |                |
| -------------- | ------------------ | -------------- | -------------- | -------------- | -------------- | -------------- | -------------- | -------------- | -------------- |
| 1.             | Never Gon' Lose    | 3:07           |                |                |                |                |                |                |                |
| 2.             | Purple Come In     | 3:15           |                |                |                |                |                |                |                |
| 3.             | Diamonds in Africa | 2:46           |                |                |                |                |                |                |                |
| 4.             | Right Now          | 2:41           |                |                |                |                |                |                |                |
| 5.             | No Compadre        | 3:37           |                |                |                |                |                |                |                |
| 6.             | March Madness      | 4:04           |                |                |                |                |                |                |                |
| 7.             | Trap Nights        | 3:05           |                |                |                |                |                |                |                |
| 8.             | 56 Nights          | 3:55           |                |                |                |                |                |                |                |
| 26:26          |                    |                |                |                |                |                |                |                |                |